# メディック・フニデク県
メディック・フニデク県（メディック・フニデクけん、フランス語: Préfecture de M'diq-Fnideq、アラビア語: عمالة المضيق الفنيدق）は、 タンジェ＝テトゥアン＝アル・ホセイマ地方の北部に位置する県。県都はメディック。ジブラルタル海峡と地中海に面している。また、メディック・フニデク県にはモロッコ国王のムハンマド6世の別荘が存在する。メディックの別荘やテトゥアンの王宮はモロッコ国王の夏の休息地の一つとなっている。

## 地理
北はジブラルタル海峡、東は地中海に面している。南はテトゥアン州、西はファフス＝アンジュラ州に隣接している。また、県の北東ではスペインの飛び地のセウタと接している。
地中海沿岸は平野がある。その中でもマルティル周辺の平野は広い。一方、西から北にはリフ山脈があり、険しい山に囲まれている。北にはムーサー山がある。また、県内にはリフ山脈から地中海に注ぐいくつもの川が存在し1つのダムが設置されている。森林面積は8,630ha。

### 気候
地中海性気候に区分される。夏は気温が高く降水量が少なく、冬は気温が低くなり降水量が増加する。平均年間総雨量は800mm。県内は高低差が激しいため年間雨量は場所によって大きく異なる。年中を通し地中海から東風のシェルキ風が吹ている。

## 人口
2020年の人口は253,679人と推定される。都市人口割合は95,21%であり、241,530人である。都市人口の割合はタンジェ＝アシラー県の94.84%よりも高くタンジェ＝テトゥアン＝アル・ホセイマ地方で一番高い数値である。

2014年の国勢調査では209,897人、2004年の国勢調査では140,776人だった。2004年から2014年の人口は67.07%増加しており、タンジェ＝テトゥアン＝アル・ホセイマ地方で一番高い数値である。特に都市部での増加が著しくメディック、マルティル、フニデクでは10年で2万人以上増加している。

## 経済・産業
メディック・フニデク県には3つのフリーゾーン(自由貿易地区)がある。マルティルのTETOUAN SHOREは22ha、20以上の企業が出店しており約1500人の雇用を生み出している。また、その近くには商業に特化したCABO SHOPPING VALLEYがあり現在は約10haの敷地にイケアが開業している。今後、70haまで拡張し北アフリカ最大の商業施設エリアを目指す。フニデクの国境付近には物流に特化した10ha、53の企業が出店しているFNIDEQ ECONOMIC ACTIVITY ZONEがあり、76の倉庫がある。今後95haに拡張する予定である。

### 産業別データ[4]
- 農業 - 2015年時点でメディック・フニデク県には5,450haの農地がある。
  - 果物 - 農地の30.8%の1678haを占める。収穫量が約167トンうち約3分1の62トンがオリーブ。
  - 穀物 - 穀物が23.3%の1260haを占める。収穫量が2,942トンのうち半数以上の1,600トンがパンコムギ。
  - 野菜 - 野菜が16.6%の905haを占める。収穫量が約1,455トンのうち4割の625トンがトマト。
  - マメ科 - マメ科の農地が一番狭く約1%の60haを占める。収穫量が48トンのうちレンズ豆が36トン。
- 畜産 - 2015年には赤肉が1,114トン、約22万トンの鶏肉、350万リットルの牛乳が生産された。
- 漁業 - 2016年には約2000人の漁師。漁獲量は4,043トンだった。うち91%が県都のメディックで漁獲された。
- 工業 - 2013年時点で県内には45社の工場しかなく、これはタンジェ=テトゥアン=アル・ホセイマ地方の5%にあたる。うち20社が食品加工、14社が化学産業、9社が冶金産業、2社が繊維・皮革産業。
- 観光業 - 2016年時点で3748人を収容できる38のホテルが県内に営業している。2016年は209,393泊だった。

## 教育
2014年の国勢調査によるとメディック・フニデク県の識字率は75.8%であった。
2016年時点の各施設数:
- 幼児教育 - 274施設
- 初等教育 - 52校
- 前期中等教育 - 26校
- 後期中等教育 - 9校

## 交通

### 鉄道
メディック・フニデク県内には鉄道は走っていない。

### 道路

#### 高速道路
- オートルート A7 - メディック・フニデク県北部のフニデク付近を起点に州都メディックの西側の郊外を走り隣接するテトゥアン州テトゥアンに至る高速道路。

#### 国道
- * 国道13号線 - セウタとの国境付近を起点にメディック南部付近で国道16号線と分岐し県境付近を走る。モロッコ東部のアルジェリア国境に至る国道。
- * 国道16号線 - タンジェを起点に地中海と平行し走りモロッコ東部のアルジェリア国境に至る国道。

#### 空港
県内に空港はないが、隣接するテトゥアン州にはサニア・ラメル空港がある。

## 行政区画[8][4]

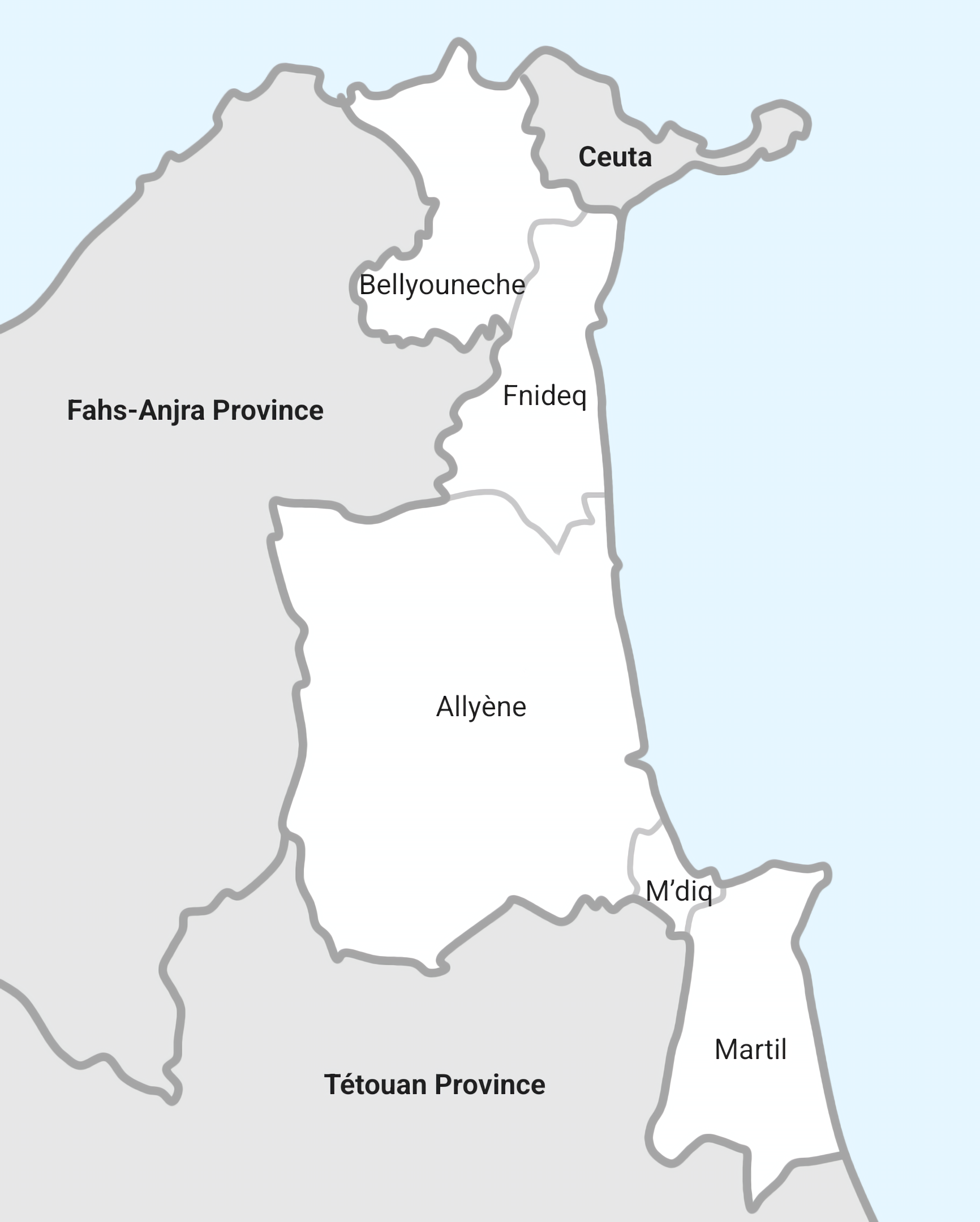
メディック・フニデク県の地図

メディック・フニデク県は3つの都市コミューンと2つの田舎コミューンの合計5つのコミューンから形成される。
| 区画コード    | 名称         | アラビア語 | 種類           | Caidats      | Cercles | 人口 (2014年) | 備考 |
| ------------- | ------------ | ---------- | -------------- | ------------ | ------- | ------------- | ---- |
| 01.573.01.05. | メディック   | المضيق     | 都市コミューン |              |         | 56,227        | 県都 |
| 01.573.01.01. | フニデク     | الفنيدق    | 都市コミューン |              |         | 77,436        |      |
| 01.573.01.03. | マルティル   | مرتيل      | 都市コミューン |              |         | 64,355        |      |
| 01.573.03.03. | Allyène      | عليين      | 田舎コミューン | Allyène      |         | 6,583         |      |
| 01.573.03.05. | Bellyouneche | بليونش     | 田舎コミューン | Bellyouneche |         | 5,296         |      |